# Procambarus natchitochae
Procambarus natchitochae är en kräftdjursart som beskrevs av Penn 1953. Procambarus natchitochae ingår i släktet Procambarus och familjen Cambaridae. IUCN kategoriserar arten globalt som livskraftig. Inga underarter finns listade i Catalogue of Life.